# NGC 2557
NGC 2557 je galaksija u zviježđu Raku.

## Vanjske poveznice
- SEDS: NGC 2557